# Orde van Tusin

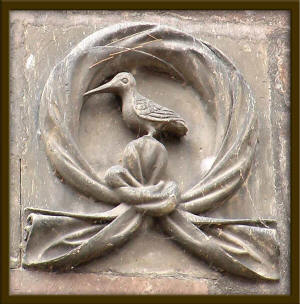
Symbool van de Orde van Tusin

Van de zeer obscure Orde van Tusin, (Duits: "Tusin Orden"), is vrijwel niets bekend. Ackermann schrijft dat deze Ridderorde "volgens Perrot" in 1562 werd ingesteld en dat de Ridders een groen kruis op hun witte mantel droegen.
Johann Georg Krünitz schrijft over een groen kruis op een rode mantel en stelt dat over stichtingsdatum, naamkeuze en doel niets bekend is. Hij schrijft wel dat de Orde in Bohemen en Oostenrijk gebloeid zou hebben en uitblonk in de strijd tegen de Turken.